# Descarrilamiento en el Metro de Moscú de 2014
Un descarrilamiento en el Metro de Moscú ocurrió cerca de las 8:39 de la mañana (hora local) del 15 de julio de 2014, cuando un tren de metro descarriló entre las estaciones Slavyansky Bulvar y Parque Pobedy de la línea Arbatsko-Pokrovskaya, también conocida como «línea 3». El accidente dejó como saldo 23 muertos y más de 160 heridos, de los cuales casi cincuenta tuvieron heridas de gravedad.

## Accidente

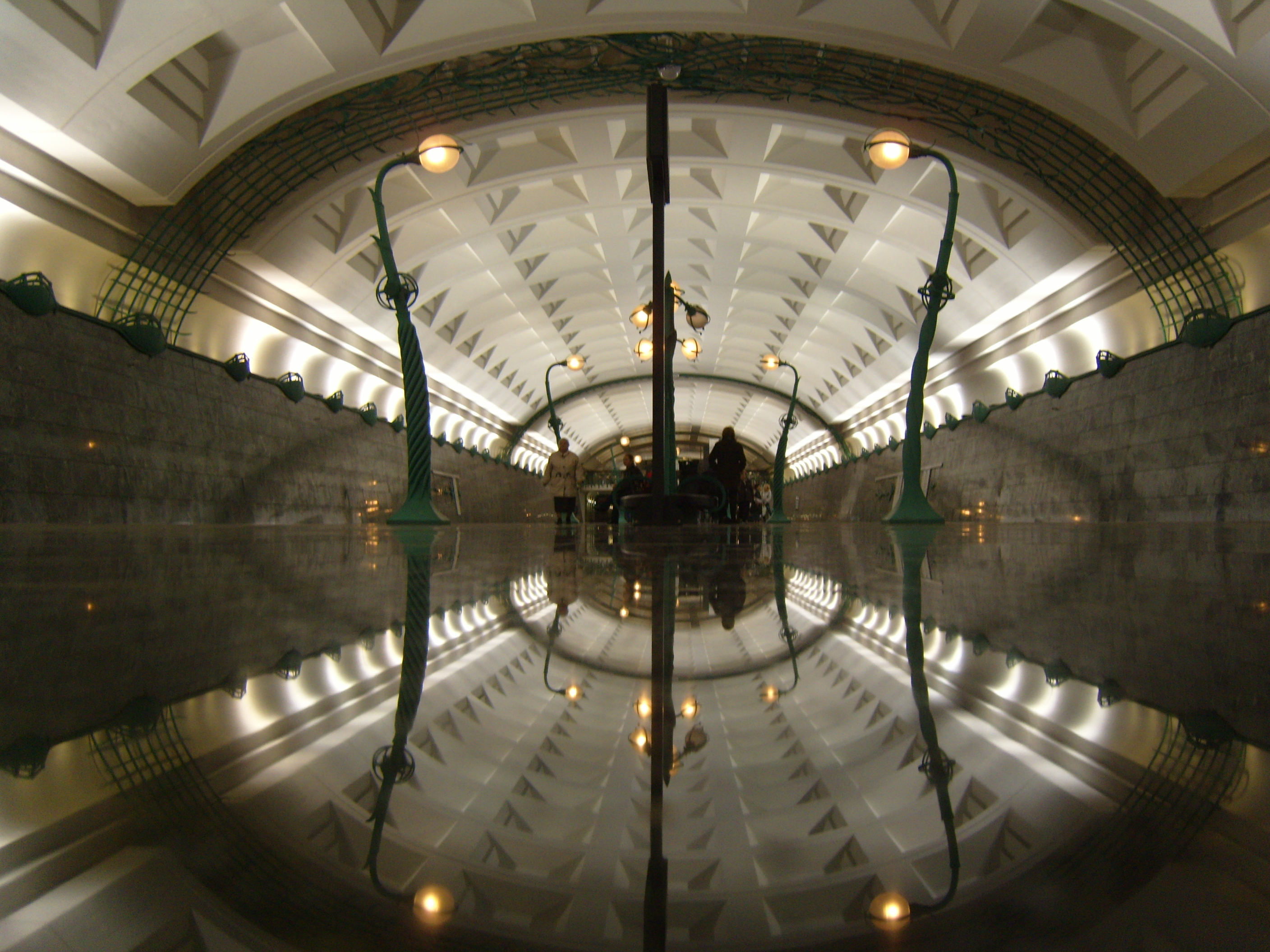
Estación Slavianski Bulvar.

Los pasajeros del tren describieron que los coches impactaron entre sí, con la mayor parte del impacto entre los túneles y los tres vagones de la parte delantera del tren. También describieron un pequeño incendio en uno de los vagones, que generó mucho humo.
El descarrilamiento, que se produjo en el sector oeste de Moscú, provocó el cierre temporal de la línea. Más de 300 personas fueron evacuadas de la estación Slavianski Bulvar, donde se atendió a algunos de los heridos leves. Allí también se trasladaron veinte ambulancias y ocho helicópteros. También se utilizaron unos 66 autobuses para trasladar a los heridos. Los informes iniciales indicaron que otros 20 pasajeros permanecieron en los túneles, atrapados en uno de los coches. Un portavoz de la comisión de transportes de la ciudad indicó que ya había sido evacuados todos los pasajeros de las estaciones afectadas alrededor del mediodía (hora local).
Este accidente es el segundo más fatal de la historia de la red atribuido a un fallo técnico, después del accidente de la escalera mecánica de la estación Aviamotornaya en 1982. El alcalde adjunto de Moscú, Piotro Birioukov, aseguró que se trata de uno de los accidentes más graves ocurridos en la red de metro.
Junto al túnel del accidente, se estaba construyendo uno nuevo, como parte de la extensión de la Línea Kalininskaya, al distrito Solnstevo, en la parte occidental de la capital rusa. El proyecto se había iniciado en 2013.
La línea volvió a prestar servicio el 18 de julio, tres días después del descarrilamiento.

## Fallecidos
De los 23 fallecidos, 18 eran de nacionalidad rusa. Del resto, había dos ciudadanos de Tayikistán, uno de la República Popular de China, uno de Ucrania y otro de Kirguistán.

## Investigaciones

Mapa interactivo del accidente.

La Fiscalía de Moscú ordenó una investigación completa de las causas del accidente. El representante oficial del Comité de Investigación de la Federación de Rusia, Vladímir Markin dijo que la investigación está considerando varias causas por el accidente. Todos ellos son de carácter técnico. Dicho comité abrió el 15 de julio una investigación criminal del accidente, de acuerdo con la parte 3 del artículo 263.1 del Código Penal (violación de los requisitos de seguridad en el transporte).
Los primeros informes citaron que el accidente se produjo por una caída de la tensión eléctrica, que provocó un error en el sistema de señalización y la brusca detención del tren, pero ello no fue confirmado y se encuentra bajo investigación. Especialistas presentes en el sitio concluyeron que la causa del accidente fue el frenado de emergencia del tren. Los pasajeros no esperaban el frenado y cayeron, sufriendo varias heridas. También se informó que la señal del sistema de prevención de fuegos podría haber causado que el tren frenara.
Pese a que la red ha sido blanco de ataques terroristas, como en 2010, la opción de terrorismo fue descartada.
El 16 de julio fueron detenidos dos sospechosos: uno de los principales mecánicos de la red y su ayudante, que estaban trabajando en la instalación del interruptor del ferrocarril. Según los investigadores, se habría fijado incorrectamente un nuevo interruptor de ferrocarril utilizando un cable de 3 mm en lugar de un equipo especial en trabajos de mantenimiento. Este cable podría haber causado un sobrecalentamiento del sistema y causado el accidente. La operación no profesional del tren es otro factor que contribuyó, según la investigación, ya que el tren anterior, que pasó la zona 3-4 minutos antes del accidente mantuvo una velocidad más baja en el interruptor, evitando que el descarrilamiento.